# Karnauchiwka
Karnauchiwka (ukrainisch Карнаухівка; russisch Карнауховка Karnauchowka) ist eine Siedlung städtischen Typs in der Ukraine mit 6588 Einwohnern (2012). Der Ort wurde 1737 gegründet und besitzt seit 1938 den Status einer Siedlung städtischen Typs.

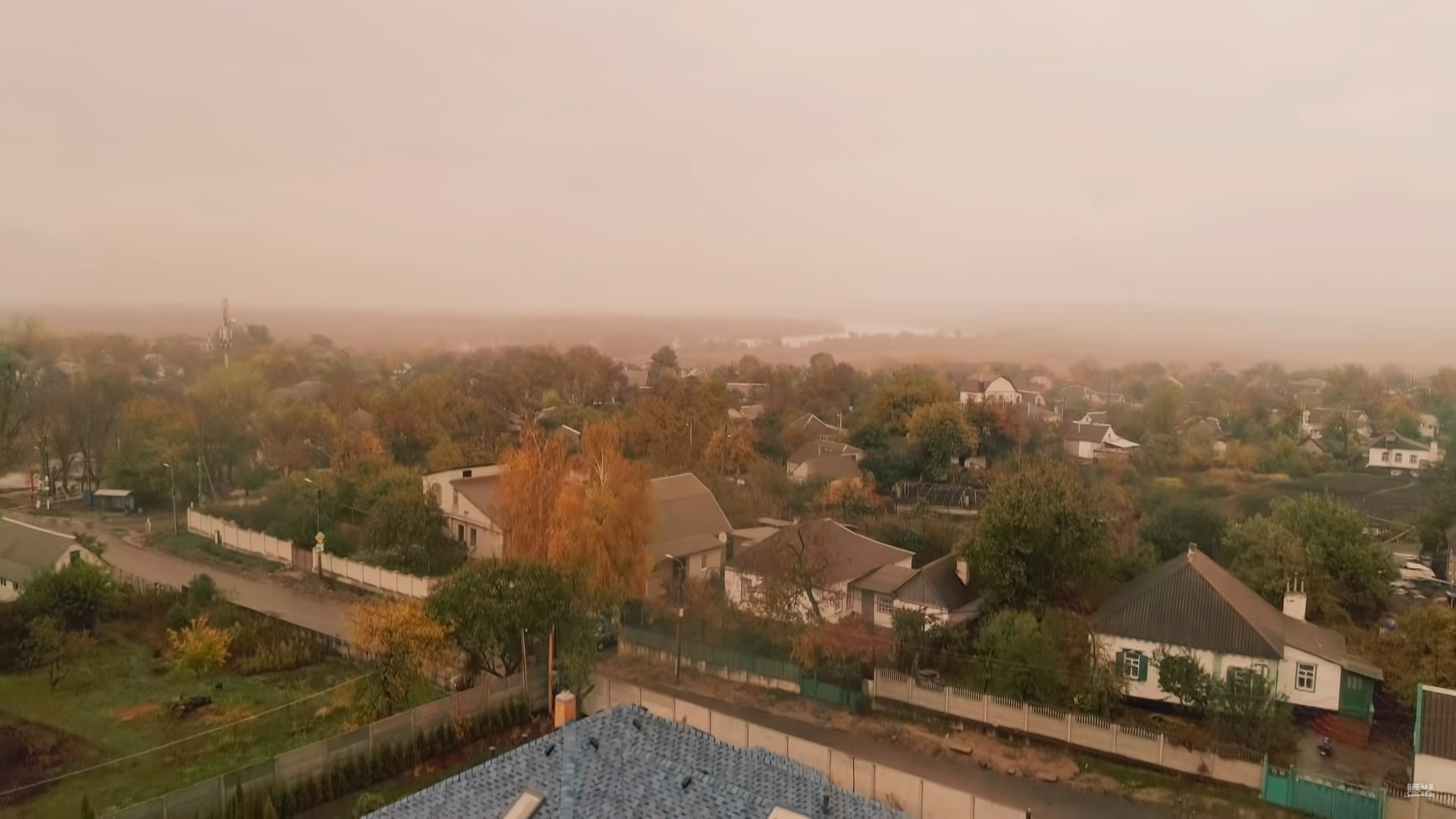
Blick auf den Ort

## Geographische Lage
Karnauchiwka liegt am Dnepr und gehört administrativ zur westlich gelegenen Stadt Kamjanske in der zentralukrainischen Oblast Dnipropetrowsk. Am Ort vorbei verläuft die Fernstraße N 08. Das Oblastzentrum Dnipro liegt 35 km östlich von Karnauchiwka.